# Eusynstyela misakiensis
Eusynstyela misakiensis är en sjöpungsart som först beskrevs av Watanabe och Takasi Tokioka 1972.  Eusynstyela misakiensis ingår i släktet Eusynstyela och familjen Styelidae. Inga underarter finns listade i Catalogue of Life.